# Tour de l'Ain 2020
La 32e édition du Tour de l'Ain se déroule du 7 août au 9 août 2020. La course fait partie du calendrier UCI Europe Tour 2020 en catégorie 2.1. Primož Roglič remporte cette édition du Tour de l'Ain, ayant également remporté les 2e et 3e étapes. Il s'était classé deuxième de la 1re étape, battu au sprint par Andrea Bagioli.
Le report du Tour de France 2020 (qui devait initialement se terminer deux jours avant le départ du Tour de l'Ain) ainsi que la similarité de parcours entre la 3e étape et la quinzième étape du Tour de France avec plus de 100 km en commun, ont attiré sur cette édition les meilleurs mondiaux.

## Présentation

### Équipes
Classé en catégorie 2.1 de l'UCI Europe Tour, le Tour de l'Ain est par conséquent ouvert aux WorldTeams dans la limite de 50 % des équipes participantes, aux équipes continentales professionnelles, aux équipes continentales et aux équipes nationales.
| WorldTeams (12)- Groupama-FDJ - Cofidis - AG2R La Mondiale - Deceuninck-Quick Step - Team Sunweb - UAE Team Emirates - Ineos - Jumbo-Visma - Trek-Segafredo - CCC Team - Israel Start-Up Nation - Lotto Soudal ProTeams (6)- Total Direct Énergie - Circus-Wanty Gobert - B&B Hotels-Vital Concept p/b KTM - Nippo Delko One Provence - Sport Vlaanderen-Baloise - Arkéa-Samsic Équipes continentales (4)- Kometa-Xstra - Saint Michel-Auber 93 - Natura4Ever-Roubaix Lille Métropole - Hagens Berman Axeon Équipes nationales (2)- Allemagne - Suisse |
| |

### Favoris
Cette édition réunit le plateau le plus prestigieux de l'histoire de la course avec la présence de trois vainqueurs du Tour de France, à savoir Christopher Froome, Geraint Thomas, Egan Bernal, du numéro un mondial Primož Roglič, ainsi que de Nairo Quintana, Tom Dumoulin, Steven Kruijswijk et Fabio Aru. Cette présence est due au décalage du Tour de France 2020 en septembre en raison de la pandémie de Covid-19.

## Étapes
Le Tour de l'Ain est constitué de trois étapes en ligne :
| Étape     | Date   | Villes étapes                         | type                      | Distance (km) | Vainqueur d'étape | Leader du classement général |
| --------- | ------ | ------------------------------------- | ------------------------- | ------------- | ----------------- | ---------------------------- |
| 1re étape | 7 août | Montréal-la-Cluse – Ceyzériat         | étape vallonnée           | 139,5         | Andrea Bagioli    | Andrea Bagioli               |
| 2e étape  | 8 août | Lagnieu – Lélex                       | étape de moyenne montagne | 140,5         | Primož Roglič     | Primož Roglič                |
| 3e étape  | 9 août | Saint-Vulbas – col du Grand Colombier | étape de moyenne montagne | 144,5         | Primož Roglič     | Primož Roglič                |

## Déroulement de la course

### 1reétape
L'échappée avec Alexys Brunel est reprise dans les vingt derniers kilomètres. Les cinq derniers kilomètres sont accidentés, le peloton est mené par les équipes Jumbo-Visma et Ineos. Roglič fait le sprint mais il est dépassé sur la ligne par Bagioli.
| \| Classement de l'étape \| Classement de l'étape \| Classement de l'étape \| Classement de l'étape \| Classement de l'étape \| \| Coureur \| Coureur \| Pays \| Équipe \| Temps \| \| --------------------- \| --------------------- \| --------------------- \| --------------------- \| --------------------- \| \| 1er \| Andrea Bagioli \| Italie \| Deceuninck-Quick Step \| 3 h 17 min 00 s \| \| 2e \| Primož Roglič \| Slovénie \| Jumbo-Visma \| + 0 s \| \| 3e \| Stefan Bissegger \| Suisse \| Suisse \| + 0 s \| \| 4e \| Tom Dumoulin \| Pays-Bas \| Jumbo-Visma \| + 0 s \| \| 5e \| Erik Fetter \| Hongrie \| Kometa-Xstra \| + 0 s \| \| 6e \| Giacomo Garavaglia \| Italie \| Kometa-Xstra \| + 0 s \| \| 7e \| Guillaume Martin \| France \| Cofidis \| + 0 s \| \| 8e \| João Almeida \| Portugal \| Deceuninck-Quick Step \| + 0 s \| \| 9e \| Bauke Mollema \| Pays-Bas \| Trek-Segafredo \| + 0 s \| \| 10e \| Valerio Conti \| Italie \| UAE Team Emirates \| + 0 s \| |                    |          |                       |                 |
| |                    |          |                       |                 |
| Sources : ProCyclingStats Cycling Archives |                    |          |                       |                 |
| Classement de l'étape |                    |          |                       |                 |
| Coureur | Coureur            | Pays     | Équipe                | Temps           |
| 1er | Andrea Bagioli     | Italie   | Deceuninck-Quick Step | 3 h 17 min 00 s |
| 2e | Primož Roglič      | Slovénie | Jumbo-Visma           | + 0 s           |
| 3e | Stefan Bissegger   | Suisse   | Suisse                | + 0 s           |
| 4e | Tom Dumoulin       | Pays-Bas | Jumbo-Visma           | + 0 s           |
| 5e | Erik Fetter        | Hongrie  | Kometa-Xstra          | + 0 s           |
| 6e | Giacomo Garavaglia | Italie   | Kometa-Xstra          | + 0 s           |
| 7e | Guillaume Martin   | France   | Cofidis               | + 0 s           |
| 8e | João Almeida       | Portugal | Deceuninck-Quick Step | + 0 s           |
| 9e | Bauke Mollema      | Pays-Bas | Trek-Segafredo        | + 0 s           |
| 10e | Valerio Conti      | Italie   | UAE Team Emirates     | + 0 s           |

| \| Classement général \| Classement général \| Classement général \| Classement général \| Classement général \| \| Coureur \| Coureur \| Pays \| Équipe \| Temps \| \| ------------------ \| ------------------ \| ------------------ \| --------------------- \| ------------------ \| \| 1er \| Andrea Bagioli \| Italie \| Deceuninck-Quick Step \| 3 h 16 min 50 s \| \| 2e \| Primož Roglič \| Slovénie \| Jumbo-Visma \| + 4 s \| \| 3e \| Stefan Bissegger \| Suisse \| Suisse \| + 6 s \| \| 4e \| Tom Dumoulin \| Pays-Bas \| Jumbo-Visma \| + 10 s \| \| 5e \| Erik Fetter \| Hongrie \| Kometa-Xstra \| + 10 s \| \| 6e \| Giacomo Garavaglia \| Italie \| Kometa-Xstra \| + 10 s \| \| 7e \| Guillaume Martin \| France \| Cofidis \| + 10 s \| \| 8e \| João Almeida \| Portugal \| Deceuninck-Quick Step \| + 10 s \| \| 9e \| Bauke Mollema \| Pays-Bas \| Trek-Segafredo \| + 10 s \| \| 10e \| Valerio Conti \| Italie \| UAE Team Emirates \| + 10 s \| |                    |          |                       |                 |
| |                    |          |                       |                 |
| Sources : ProCyclingStats Cycling Archives |                    |          |                       |                 |
| Classement général |                    |          |                       |                 |
| Coureur | Coureur            | Pays     | Équipe                | Temps           |
| 1er | Andrea Bagioli     | Italie   | Deceuninck-Quick Step | 3 h 16 min 50 s |
| 2e | Primož Roglič      | Slovénie | Jumbo-Visma           | + 4 s           |
| 3e | Stefan Bissegger   | Suisse   | Suisse                | + 6 s           |
| 4e | Tom Dumoulin       | Pays-Bas | Jumbo-Visma           | + 10 s          |
| 5e | Erik Fetter        | Hongrie  | Kometa-Xstra          | + 10 s          |
| 6e | Giacomo Garavaglia | Italie   | Kometa-Xstra          | + 10 s          |
| 7e | Guillaume Martin   | France   | Cofidis               | + 10 s          |
| 8e | João Almeida       | Portugal | Deceuninck-Quick Step | + 10 s          |
| 9e | Bauke Mollema      | Pays-Bas | Trek-Segafredo        | + 10 s          |
| 10e | Valerio Conti      | Italie   | UAE Team Emirates     | + 10 s          |

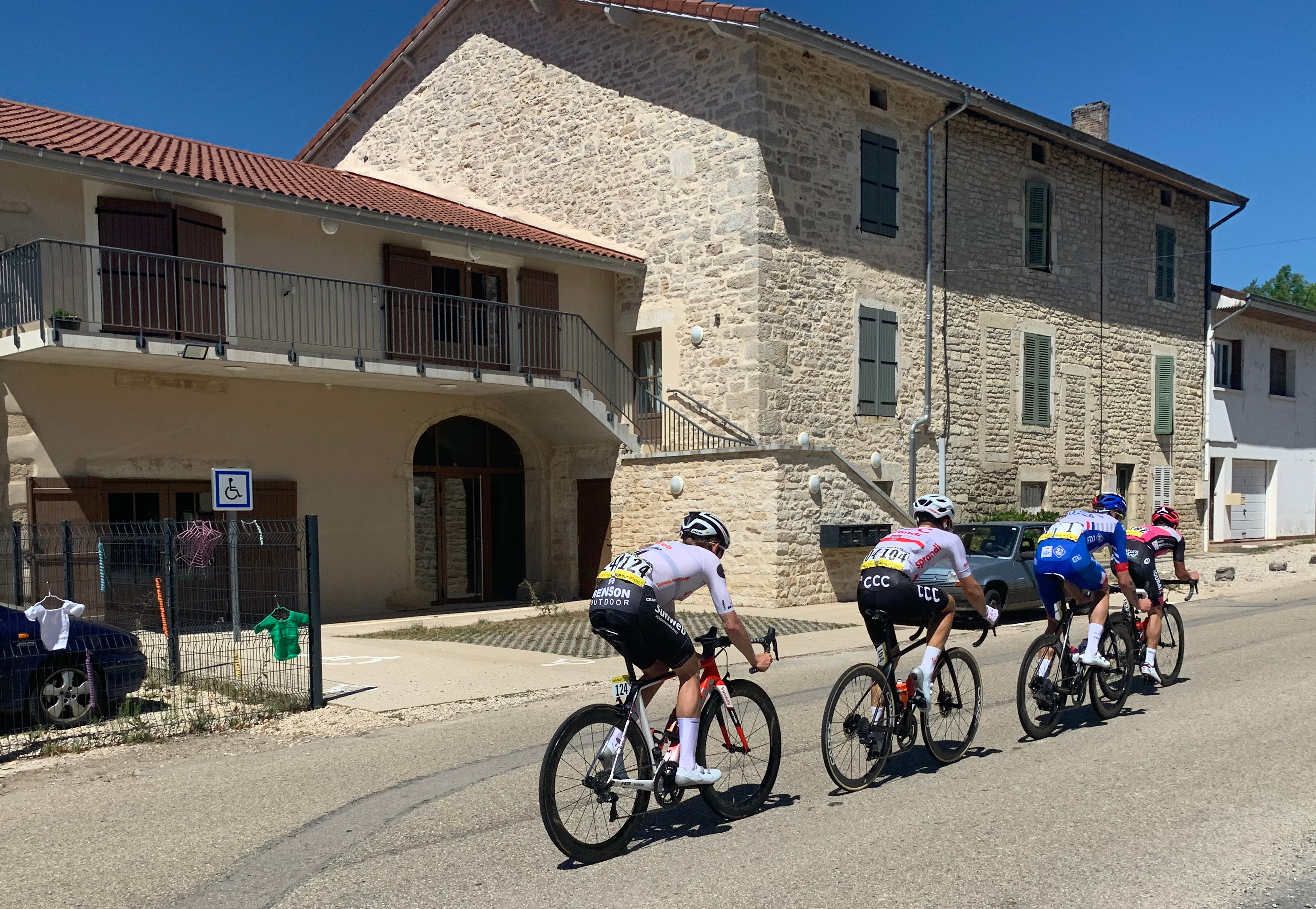
L'échappée du jour, ici à Chavannes-sur-Suran.
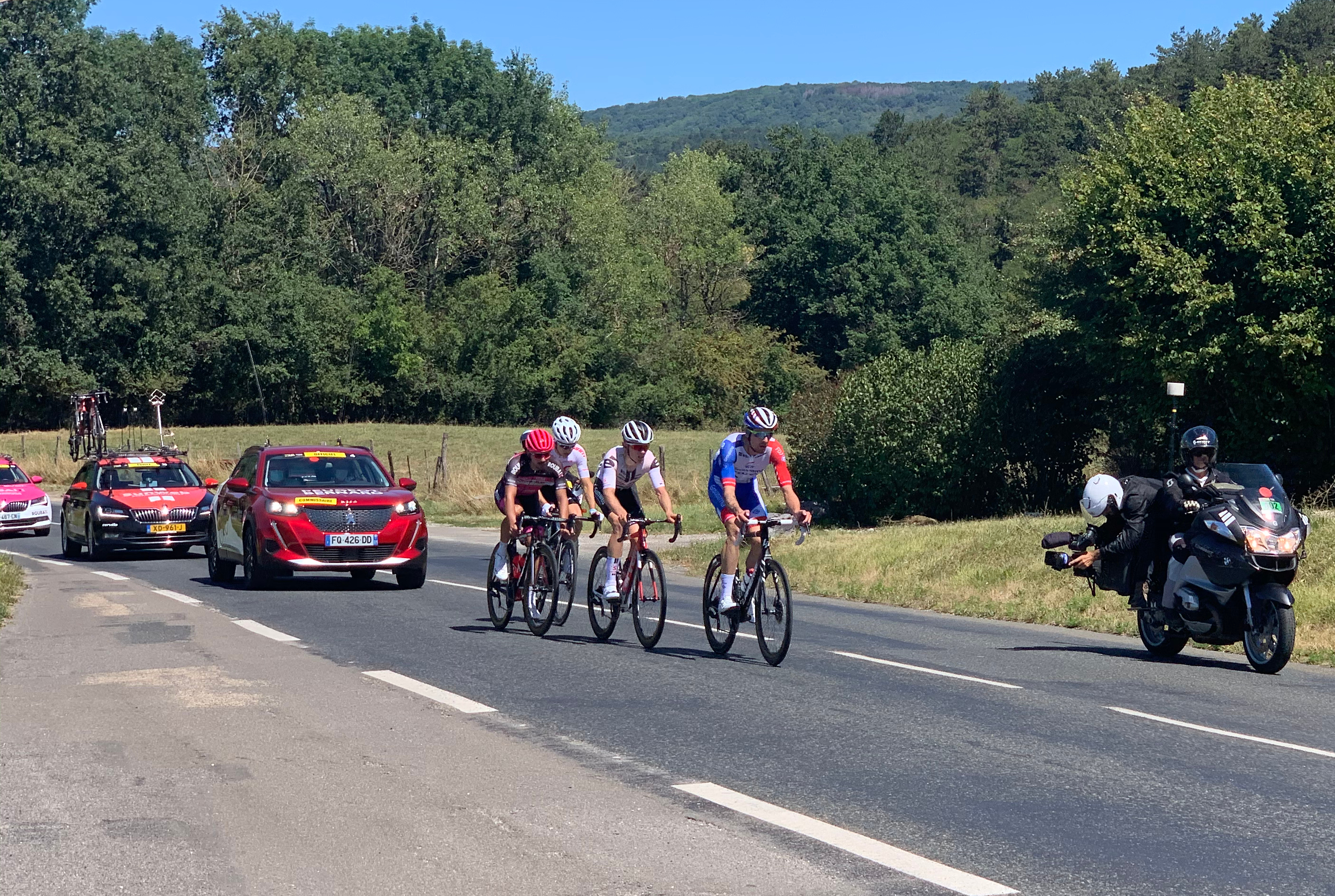
L'échappée du jour à Meillonnas aux environs de Plantaglay.
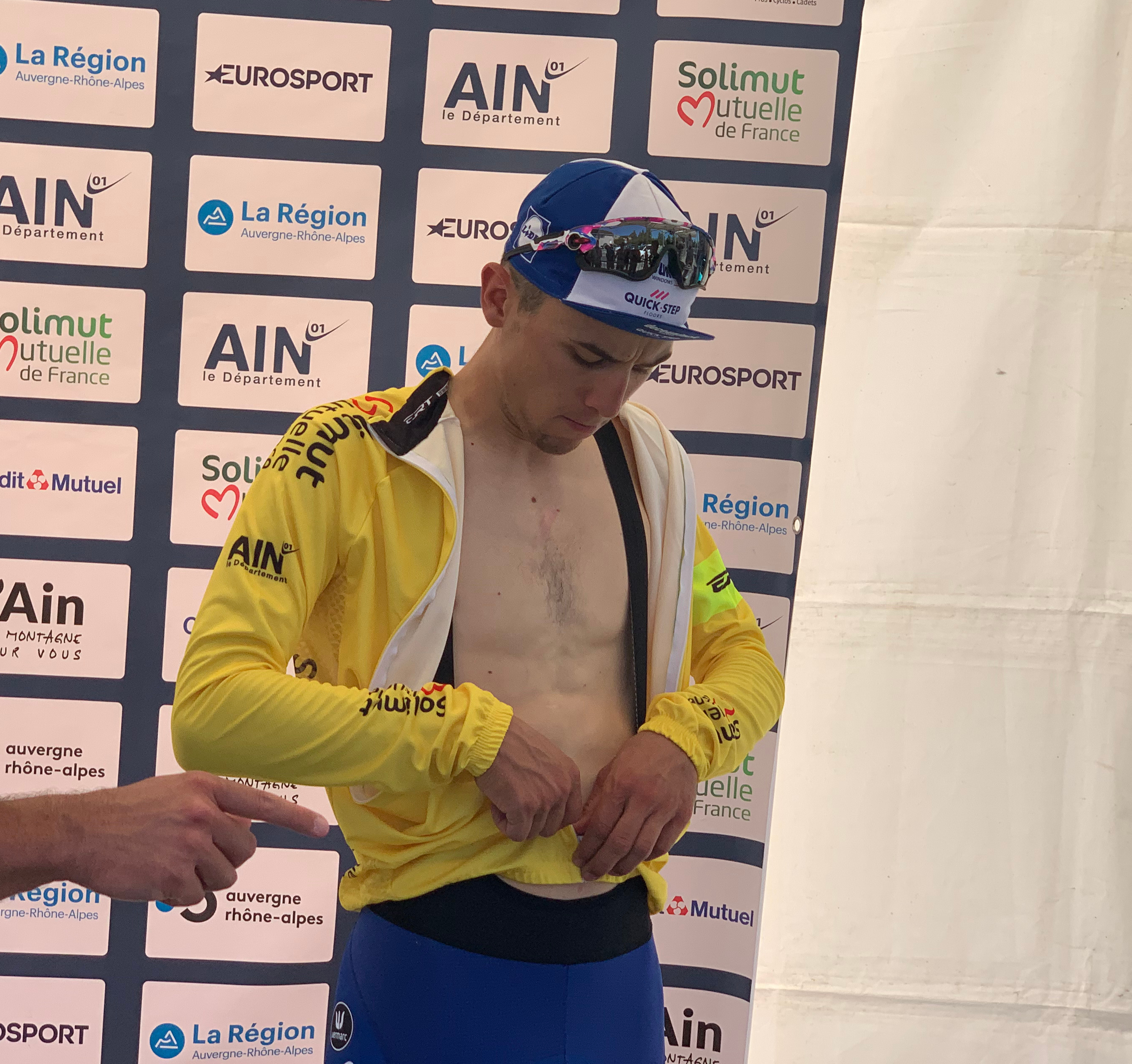
Andrea Bagioli, vainqueur de la première étape, endosse le maillot jaune.

### 2eétape
| \| Classement de l'étape \| Classement de l'étape \| Classement de l'étape \| Classement de l'étape \| Classement de l'étape \| \| Coureur \| Coureur \| Pays \| Équipe \| Temps \| \| --------------------- \| --------------------- \| --------------------- \| --------------------- \| --------------------- \| \| 1er \| Primož Roglič \| Slovénie \| Jumbo-Visma \| 3 h 58 min 14 s \| \| 2e \| Egan Bernal \| Colombie \| Team Ineos \| + 0 s \| \| 3e \| Valerio Conti \| Italie \| UAE Team Emirates \| + 0 s \| \| 4e \| Nairo Quintana \| Colombie \| Arkéa-Samsic \| + 0 s \| \| 5e \| Steven Kruijswijk \| Pays-Bas \| Jumbo-Visma \| + 7 s \| \| 6e \| Jesús Herrada \| Espagne \| Cofidis \| + 15 s \| \| 7e \| Fabio Aru \| Italie \| UAE Team Emirates \| + 16 s \| \| 8e \| João Almeida \| Portugal \| Deceuninck-Quick Step \| + 16 s \| \| 9e \| Jonathan Castroviejo \| Espagne \| Team Ineos \| + 20 s \| \| 10e \| Jan Hirt \| Tchéquie \| CCC Team \| + 20 s \| |                      |          |                       |                 |
| |                      |          |                       |                 |
| Sources : ProCyclingStats Cycling Archives |                      |          |                       |                 |
| Classement de l'étape |                      |          |                       |                 |
| Coureur | Coureur              | Pays     | Équipe                | Temps           |
| 1er | Primož Roglič        | Slovénie | Jumbo-Visma           | 3 h 58 min 14 s |
| 2e | Egan Bernal          | Colombie | Team Ineos            | + 0 s           |
| 3e | Valerio Conti        | Italie   | UAE Team Emirates     | + 0 s           |
| 4e | Nairo Quintana       | Colombie | Arkéa-Samsic          | + 0 s           |
| 5e | Steven Kruijswijk    | Pays-Bas | Jumbo-Visma           | + 7 s           |
| 6e | Jesús Herrada        | Espagne  | Cofidis               | + 15 s          |
| 7e | Fabio Aru            | Italie   | UAE Team Emirates     | + 16 s          |
| 8e | João Almeida         | Portugal | Deceuninck-Quick Step | + 16 s          |
| 9e | Jonathan Castroviejo | Espagne  | Team Ineos            | + 20 s          |
| 10e | Jan Hirt             | Tchéquie | CCC Team              | + 20 s          |

| \| Classement général \| Classement général \| Classement général \| Classement général \| Classement général \| \| Coureur \| Coureur \| Pays \| Équipe \| Temps \| \| ------------------ \| ------------------ \| ------------------ \| --------------------- \| ------------------ \| \| 1er \| Primož Roglič \| Slovénie \| Jumbo-Visma \| 7 h 14 min 58 s \| \| 2e \| Egan Bernal \| Colombie \| Team Ineos \| + 10 s \| \| 3e \| Valerio Conti \| Italie \| UAE Team Emirates \| + 12 s \| \| 4e \| Bauke Mollema \| Pays-Bas \| Trek-Segafredo \| + 16 s \| \| 5e \| Nairo Quintana \| Colombie \| Arkéa-Samsic \| + 16 s \| \| 6e \| Steven Kruijswijk \| Pays-Bas \| Jumbo-Visma \| + 23 s \| \| 7e \| Jesús Herrada \| Espagne \| Cofidis \| + 31 s \| \| 8e \| João Almeida \| Portugal \| Deceuninck-Quick Step \| + 32 s \| \| 9e \| Fabio Aru \| Italie \| UAE Team Emirates \| + 32 s \| \| 10e \| Jan Hirt \| Tchéquie \| CCC Team \| + 36 s \| |                   |          |                       |                 |
| |                   |          |                       |                 |
| Sources : ProCyclingStats Cycling Archives |                   |          |                       |                 |
| Classement général |                   |          |                       |                 |
| Coureur | Coureur           | Pays     | Équipe                | Temps           |
| 1er | Primož Roglič     | Slovénie | Jumbo-Visma           | 7 h 14 min 58 s |
| 2e | Egan Bernal       | Colombie | Team Ineos            | + 10 s          |
| 3e | Valerio Conti     | Italie   | UAE Team Emirates     | + 12 s          |
| 4e | Bauke Mollema     | Pays-Bas | Trek-Segafredo        | + 16 s          |
| 5e | Nairo Quintana    | Colombie | Arkéa-Samsic          | + 16 s          |
| 6e | Steven Kruijswijk | Pays-Bas | Jumbo-Visma           | + 23 s          |
| 7e | Jesús Herrada     | Espagne  | Cofidis               | + 31 s          |
| 8e | João Almeida      | Portugal | Deceuninck-Quick Step | + 32 s          |
| 9e | Fabio Aru         | Italie   | UAE Team Emirates     | + 32 s          |
| 10e | Jan Hirt          | Tchéquie | CCC Team              | + 36 s          |

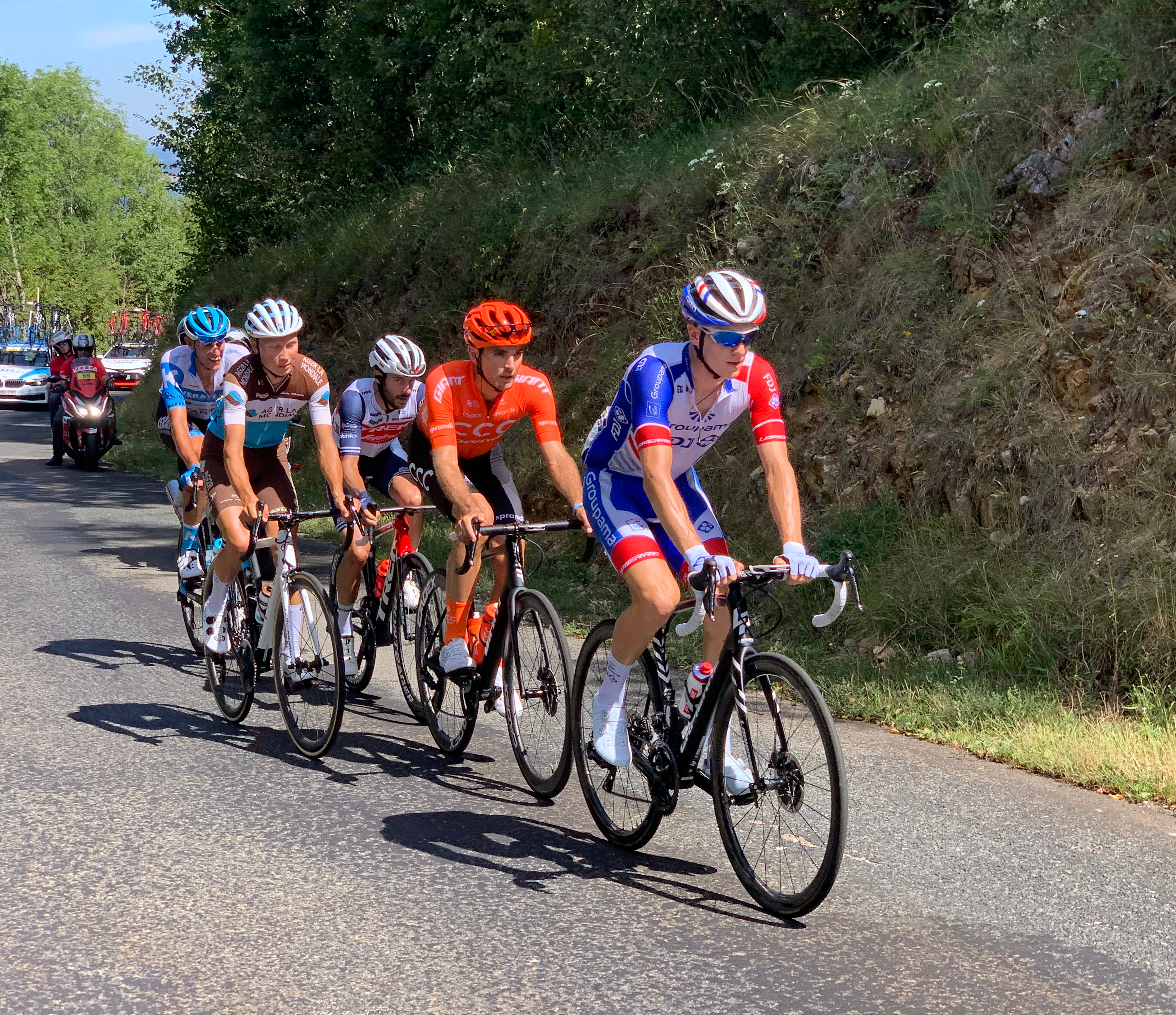
L'échappée du jour dans le col de Montgriffon.
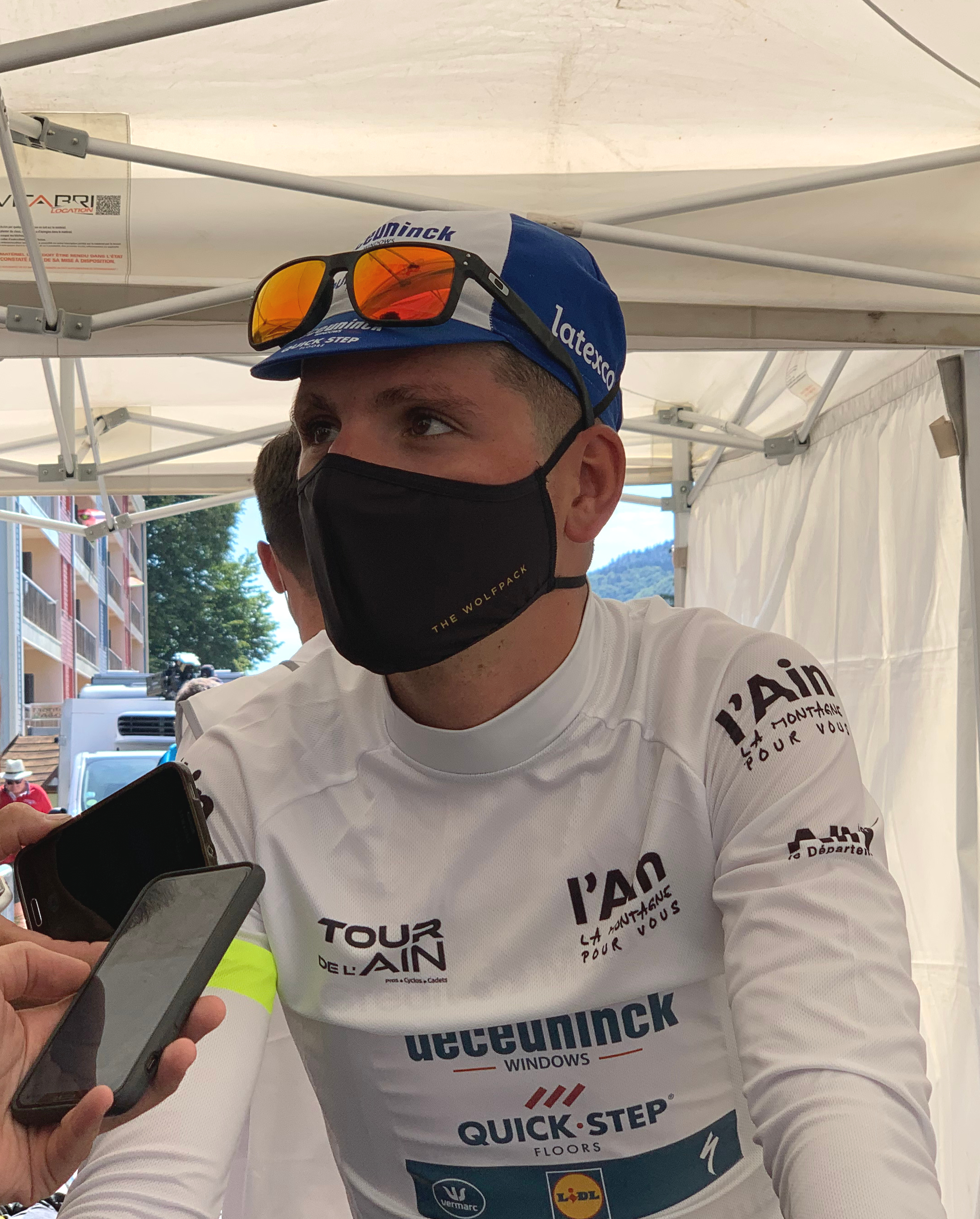
João Almeida, maillot blanc, à l'issue de la deuxième étape.

### 3eétape
| \| Classement de l'étape \| Classement de l'étape \| Classement de l'étape \| Classement de l'étape \| Classement de l'étape \| \| Coureur \| Coureur \| Pays \| Équipe \| Temps \| \| --------------------- \| --------------------- \| --------------------- \| ---------------------- \| --------------------- \| \| 1er \| Primož Roglič \| Slovénie \| Jumbo-Visma \| 4 h 06 min 24 s \| \| 2e \| Egan Bernal \| Colombie \| Team Ineos \| + 4 s \| \| 3e \| Nairo Quintana \| Colombie \| Arkéa-Samsic \| + 6 s \| \| 4e \| Guillaume Martin \| France \| Cofidis \| + 8 s \| \| 5e \| Richie Porte \| Australie \| Trek-Segafredo \| + 8 s \| \| 6e \| Steven Kruijswijk \| Pays-Bas \| Jumbo-Visma \| + 23 s \| \| 7e \| George Bennett \| Nouvelle-Zélande \| Jumbo-Visma \| + 31 s \| \| 8e \| Tom Dumoulin \| Pays-Bas \| Jumbo-Visma \| + 44 s \| \| 9e \| Dan Martin \| Irlande \| Israel Start-Up Nation \| + 1 min 16 s \| \| 10e \| João Almeida \| Portugal \| Deceuninck-Quick Step \| + 1 min 58 s \| |                   |                  |                        |                 |
| |                   |                  |                        |                 |
| Sources : ProCyclingStats Cycling Archives |                   |                  |                        |                 |
| Classement de l'étape |                   |                  |                        |                 |
| Coureur | Coureur           | Pays             | Équipe                 | Temps           |
| 1er | Primož Roglič     | Slovénie         | Jumbo-Visma            | 4 h 06 min 24 s |
| 2e | Egan Bernal       | Colombie         | Team Ineos             | + 4 s           |
| 3e | Nairo Quintana    | Colombie         | Arkéa-Samsic           | + 6 s           |
| 4e | Guillaume Martin  | France           | Cofidis                | + 8 s           |
| 5e | Richie Porte      | Australie        | Trek-Segafredo         | + 8 s           |
| 6e | Steven Kruijswijk | Pays-Bas         | Jumbo-Visma            | + 23 s          |
| 7e | George Bennett    | Nouvelle-Zélande | Jumbo-Visma            | + 31 s          |
| 8e | Tom Dumoulin      | Pays-Bas         | Jumbo-Visma            | + 44 s          |
| 9e | Dan Martin        | Irlande          | Israel Start-Up Nation | + 1 min 16 s    |
| 10e | João Almeida      | Portugal         | Deceuninck-Quick Step  | + 1 min 58 s    |

| \| Classement général \| Classement général \| Classement général \| Classement général \| Classement général \| \| Coureur \| Coureur \| Pays \| Équipe \| Temps \| \| ------------------ \| ------------------ \| ------------------ \| --------------------- \| ------------------ \| \| 1er \| Primož Roglič \| Slovénie \| Jumbo-Visma \| 11 h 21 min 12 s \| \| 2e \| Egan Bernal \| Colombie \| Team Ineos \| + 18 s \| \| 3e \| Nairo Quintana \| Colombie \| Arkéa-Samsic \| + 28 s \| \| 4e \| Steven Kruijswijk \| Pays-Bas \| Jumbo-Visma \| + 56 s \| \| 5e \| George Bennett \| Nouvelle-Zélande \| Jumbo-Visma \| + 1 min 27 s \| \| 6e \| Bauke Mollema \| Pays-Bas \| Trek-Segafredo \| + 2 min 24 s \| \| 7e \| João Almeida \| Portugal \| Deceuninck-Quick Step \| + 2 min 40 s \| \| 8e \| Guillaume Martin \| France \| Cofidis \| + 2 min 45 s \| \| 9e \| Jesús Herrada \| Espagne \| Cofidis \| + 3 min 39 s \| \| 10e \| Fabio Aru \| Italie \| UAE Team Emirates \| + 4 min 26 s \| |                   |                  |                       |                  |
| |                   |                  |                       |                  |
| Sources : ProCyclingStats Cycling Archives |                   |                  |                       |                  |
| Classement général |                   |                  |                       |                  |
| Coureur | Coureur           | Pays             | Équipe                | Temps            |
| 1er | Primož Roglič     | Slovénie         | Jumbo-Visma           | 11 h 21 min 12 s |
| 2e | Egan Bernal       | Colombie         | Team Ineos            | + 18 s           |
| 3e | Nairo Quintana    | Colombie         | Arkéa-Samsic          | + 28 s           |
| 4e | Steven Kruijswijk | Pays-Bas         | Jumbo-Visma           | + 56 s           |
| 5e | George Bennett    | Nouvelle-Zélande | Jumbo-Visma           | + 1 min 27 s     |
| 6e | Bauke Mollema     | Pays-Bas         | Trek-Segafredo        | + 2 min 24 s     |
| 7e | João Almeida      | Portugal         | Deceuninck-Quick Step | + 2 min 40 s     |
| 8e | Guillaume Martin  | France           | Cofidis               | + 2 min 45 s     |
| 9e | Jesús Herrada     | Espagne          | Cofidis               | + 3 min 39 s     |
| 10e | Fabio Aru         | Italie           | UAE Team Emirates     | + 4 min 26 s     |

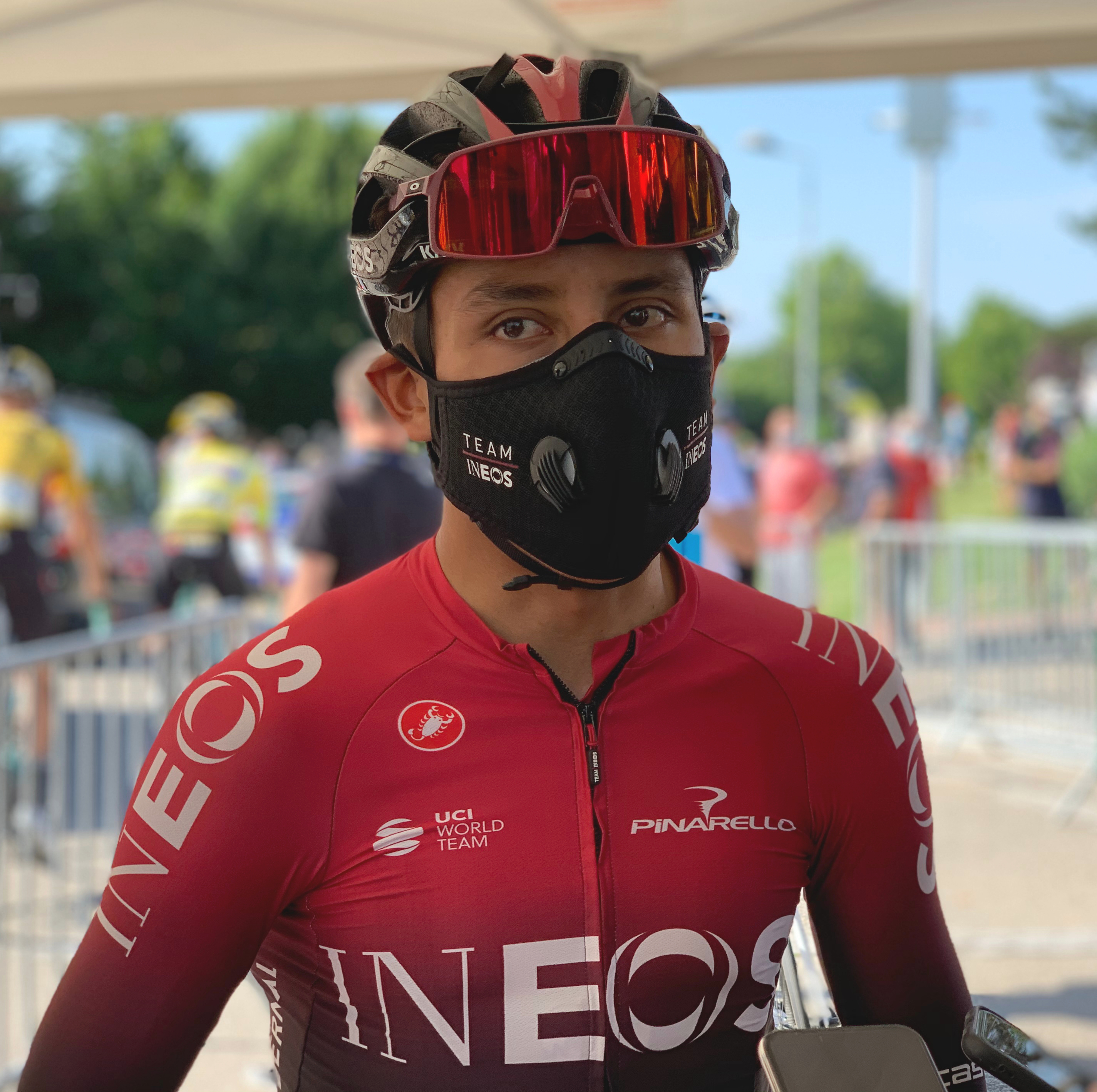
Egan Bernal, 2e du général, au départ de la troisième étape.

## Classements finals

### Classement général
| \| Classement général \| Classement général \| Classement général \| Classement général \| Classement général \| \| Coureur \| Coureur \| Pays \| Équipe \| Temps \| \| ------------------ \| ------------------ \| ------------------ \| --------------------- \| ------------------ \| \| 1er \| Primož Roglič \| Slovénie \| Jumbo-Visma \| 11 h 21 min 12 s \| \| 2e \| Egan Bernal \| Colombie \| Team Ineos \| + 18 s \| \| 3e \| Nairo Quintana \| Colombie \| Arkéa-Samsic \| + 28 s \| \| 4e \| Steven Kruijswijk \| Pays-Bas \| Jumbo-Visma \| + 56 s \| \| 5e \| George Bennett \| Nouvelle-Zélande \| Jumbo-Visma \| + 1 min 27 s \| \| 6e \| Bauke Mollema \| Pays-Bas \| Trek-Segafredo \| + 2 min 24 s \| \| 7e \| João Almeida \| Portugal \| Deceuninck-Quick Step \| + 2 min 40 s \| \| 8e \| Guillaume Martin \| France \| Cofidis \| + 2 min 45 s \| \| 9e \| Jesús Herrada \| Espagne \| Cofidis \| + 3 min 39 s \| \| 10e \| Fabio Aru \| Italie \| UAE Team Emirates \| + 4 min 26 s \| |                   |                  |                       |                  |
| |                   |                  |                       |                  |
| Sources : ProCyclingStats Cycling Archives |                   |                  |                       |                  |
| Classement général |                   |                  |                       |                  |
| Coureur | Coureur           | Pays             | Équipe                | Temps            |
| 1er | Primož Roglič     | Slovénie         | Jumbo-Visma           | 11 h 21 min 12 s |
| 2e | Egan Bernal       | Colombie         | Team Ineos            | + 18 s           |
| 3e | Nairo Quintana    | Colombie         | Arkéa-Samsic          | + 28 s           |
| 4e | Steven Kruijswijk | Pays-Bas         | Jumbo-Visma           | + 56 s           |
| 5e | George Bennett    | Nouvelle-Zélande | Jumbo-Visma           | + 1 min 27 s     |
| 6e | Bauke Mollema     | Pays-Bas         | Trek-Segafredo        | + 2 min 24 s     |
| 7e | João Almeida      | Portugal         | Deceuninck-Quick Step | + 2 min 40 s     |
| 8e | Guillaume Martin  | France           | Cofidis               | + 2 min 45 s     |
| 9e | Jesús Herrada     | Espagne          | Cofidis               | + 3 min 39 s     |
| 10e | Fabio Aru         | Italie           | UAE Team Emirates     | + 4 min 26 s     |

### Classements annexes
| Classement par points | Classement par points | Classement par points | Classement par points | Classement par points |
| Coureur               | Coureur               | Pays                  | Équipe                | Points                |
| --------------------- | --------------------- | --------------------- | --------------------- | --------------------- |
| 1er                   | Primož Roglič         | Slovénie              | Jumbo-Visma           | 70 pts                |
| 2e                    | Egan Bernal           | Colombie              | Team Ineos            | 42 pts                |
| 3e                    | Nairo Quintana        | Colombie              | Arkéa-Samsic          | 30 pts                |
| 4e                    | Andrea Bagioli        | Italie                | Deceuninck-Quick Step | 25 pts                |
| 5e                    | Guillaume Martin      | France                | Cofidis               | 24 pts                |
| 6e                    | Steven Kruijswijk     | Pays-Bas              | Jumbo-Visma           | 22 pts                |
| 7e                    | João Almeida          | Portugal              | Deceuninck-Quick Step | 22 pts                |
| 8e                    | Tom Dumoulin          | Pays-Bas              | Jumbo-Visma           | 22 pts                |
| 9e                    | Valerio Conti         | Italie                | UAE Team Emirates     | 22 pts                |
| 10e                   | Bauke Mollema         | Pays-Bas              | Trek-Segafredo        | 17 pts                |

| Classement par points | Classement par points | Classement par points | Classement par points | Classement par points |
| Coureur               | Coureur               | Pays                  | Équipe                | Points                |
| --------------------- | --------------------- | --------------------- | --------------------- | --------------------- |
| 1er                   | Primož Roglič         | Slovénie              | Jumbo-Visma           | 70 pts                |
| 2e                    | Egan Bernal           | Colombie              | Team Ineos            | 42 pts                |
| 3e                    | Nairo Quintana        | Colombie              | Arkéa-Samsic          | 30 pts                |
| 4e                    | Andrea Bagioli        | Italie                | Deceuninck-Quick Step | 25 pts                |
| 5e                    | Guillaume Martin      | France                | Cofidis               | 24 pts                |
| 6e                    | Steven Kruijswijk     | Pays-Bas              | Jumbo-Visma           | 22 pts                |
| 7e                    | João Almeida          | Portugal              | Deceuninck-Quick Step | 22 pts                |
| 8e                    | Tom Dumoulin          | Pays-Bas              | Jumbo-Visma           | 22 pts                |
| 9e                    | Valerio Conti         | Italie                | UAE Team Emirates     | 22 pts                |
| 10e                   | Bauke Mollema         | Pays-Bas              | Trek-Segafredo        | 17 pts                |

| Classement de la montagne | Classement de la montagne | Classement de la montagne | Classement de la montagne | Classement de la montagne |
| Coureur                   | Coureur                   | Pays                      | Équipe                    | Points                    |
| ------------------------- | ------------------------- | ------------------------- | ------------------------- | ------------------------- |
| 1er                       | Julien Bernard            | France                    | Trek-Segafredo            | 59 pts                    |
| 2e                        | Primož Roglič             | Slovénie                  | Jumbo-Visma               | 35 pts                    |
| 3e                        | Andrea Bagioli            | Italie                    | Deceuninck-Quick Step     | 25 pts                    |
| 4e                        | Egan Bernal               | Colombie                  | Team Ineos                | 22 pts                    |
| 5e                        | George Bennett            | Nouvelle-Zélande          | Jumbo-Visma               | 16 pts                    |
| 6e                        | Jaakko Hänninen           | Finlande                  | AG2R La Mondiale          | 16 pts                    |
| 7e                        | Joey Rosskopf             | États-Unis                | CCC Team                  | 15 pts                    |
| 8e                        | Romain Sicard             | France                    | Total Direct Énergie      | 14 pts                    |
| 9e                        | Simon Guglielmi           | France                    | Groupama-FDJ              | 13 pts                    |
| 10e                       | Nairo Quintana            | Colombie                  | Arkéa-Samsic              | 11 pts                    |

| Classement de la montagne | Classement de la montagne | Classement de la montagne | Classement de la montagne | Classement de la montagne |
| Coureur                   | Coureur                   | Pays                      | Équipe                    | Points                    |
| ------------------------- | ------------------------- | ------------------------- | ------------------------- | ------------------------- |
| 1er                       | Julien Bernard            | France                    | Trek-Segafredo            | 59 pts                    |
| 2e                        | Primož Roglič             | Slovénie                  | Jumbo-Visma               | 35 pts                    |
| 3e                        | Andrea Bagioli            | Italie                    | Deceuninck-Quick Step     | 25 pts                    |
| 4e                        | Egan Bernal               | Colombie                  | Team Ineos                | 22 pts                    |
| 5e                        | George Bennett            | Nouvelle-Zélande          | Jumbo-Visma               | 16 pts                    |
| 6e                        | Jaakko Hänninen           | Finlande                  | AG2R La Mondiale          | 16 pts                    |
| 7e                        | Joey Rosskopf             | États-Unis                | CCC Team                  | 15 pts                    |
| 8e                        | Romain Sicard             | France                    | Total Direct Énergie      | 14 pts                    |
| 9e                        | Simon Guglielmi           | France                    | Groupama-FDJ              | 13 pts                    |
| 10e                       | Nairo Quintana            | Colombie                  | Arkéa-Samsic              | 11 pts                    |

| Classement du meilleur jeune | Classement du meilleur jeune | Classement du meilleur jeune | Classement du meilleur jeune | Classement du meilleur jeune |
| Coureur                      | Coureur                      | Pays                         | Équipe                       | Temps                        |
| ---------------------------- | ---------------------------- | ---------------------------- | ---------------------------- | ---------------------------- |
| 1er                          | João Almeida                 | Portugal                     | Deceuninck-Quick Step        | 11 h 23 min 52 s             |
| 2e                           | Michel Ries                  | Luxembourg                   | Trek-Segafredo               | + 11 min 46 s                |
| 3e                           | Thymen Arensman              | Pays-Bas                     | Team Sunweb                  | + 15 min 24 s                |
| 4e                           | Andrea Bagioli               | Italie                       | Deceuninck-Quick Step        | + 16 min 35 s                |
| 5e                           | Ilan Van Wilder              | Belgique                     | Team Sunweb                  | + 19 min 15 s                |
| 6e                           | Jakob Gessner                | Allemagne                    | Allemagne                    | + 21 min 20 s                |
| 7e                           | Kevin Vermaerke              | États-Unis                   | Hagens Berman Axeon          | + 21 min 20 s                |
| 8e                           | Miguel Heidemann             | Allemagne                    | Allemagne                    | + 24 min 13 s                |
| 9e                           | Mauri Vansevenant            | Belgique                     | Deceuninck-Quick Step        | + 26 min 03 s                |
| 10e                          | Johannes Adamietz            | Allemagne                    | Allemagne                    | + 28 min 01 s                |

| Classement du meilleur jeune | Classement du meilleur jeune | Classement du meilleur jeune | Classement du meilleur jeune | Classement du meilleur jeune |
| Coureur                      | Coureur                      | Pays                         | Équipe                       | Temps                        |
| ---------------------------- | ---------------------------- | ---------------------------- | ---------------------------- | ---------------------------- |
| 1er                          | João Almeida                 | Portugal                     | Deceuninck-Quick Step        | 11 h 23 min 52 s             |
| 2e                           | Michel Ries                  | Luxembourg                   | Trek-Segafredo               | + 11 min 46 s                |
| 3e                           | Thymen Arensman              | Pays-Bas                     | Team Sunweb                  | + 15 min 24 s                |
| 4e                           | Andrea Bagioli               | Italie                       | Deceuninck-Quick Step        | + 16 min 35 s                |
| 5e                           | Ilan Van Wilder              | Belgique                     | Team Sunweb                  | + 19 min 15 s                |
| 6e                           | Jakob Gessner                | Allemagne                    | Allemagne                    | + 21 min 20 s                |
| 7e                           | Kevin Vermaerke              | États-Unis                   | Hagens Berman Axeon          | + 21 min 20 s                |
| 8e                           | Miguel Heidemann             | Allemagne                    | Allemagne                    | + 24 min 13 s                |
| 9e                           | Mauri Vansevenant            | Belgique                     | Deceuninck-Quick Step        | + 26 min 03 s                |
| 10e                          | Johannes Adamietz            | Allemagne                    | Allemagne                    | + 28 min 01 s                |

| Classement par équipes | Classement par équipes | Classement par équipes | Classement par équipes |
| Équipe                 | Équipe                 | Pays                   | Temps                  |
| ---------------------- | ---------------------- | ---------------------- | ---------------------- |
| 1re                    | Jumbo-Visma            | Pays-Bas               | 34 h 06 min 25 s       |
| 2e                     | Ineos                  | Royaume-Uni            | + 14 min 35 s          |
| 3e                     | Cofidis                | France                 | + 22 min 52 s          |
| 4e                     | Trek-Segafredo         | États-Unis             | + 27 min 00 s          |
| 5e                     | Arkéa-Samsic           | France                 | + 36 min 02 s          |
| 6e                     | Deceuninck-Quick Step  | Belgique               | + 47 min 59 s          |
| 7e                     | UAE Team Emirates      | Émirats arabes unis    | + 49 min 11 s          |
| 8e                     | AG2R La Mondiale       | France                 | + 49 min 29 s          |
| 9e                     | Groupama-FDJ           | France                 | + 1 h 08 min 25 s      |
| 10e                    | CCC Team               | Pologne                | + 1 h 08 min 38 s      |

| Classement par équipes | Classement par équipes | Classement par équipes | Classement par équipes |
| Équipe                 | Équipe                 | Pays                   | Temps                  |
| ---------------------- | ---------------------- | ---------------------- | ---------------------- |
| 1re                    | Jumbo-Visma            | Pays-Bas               | 34 h 06 min 25 s       |
| 2e                     | Ineos                  | Royaume-Uni            | + 14 min 35 s          |
| 3e                     | Cofidis                | France                 | + 22 min 52 s          |
| 4e                     | Trek-Segafredo         | États-Unis             | + 27 min 00 s          |
| 5e                     | Arkéa-Samsic           | France                 | + 36 min 02 s          |
| 6e                     | Deceuninck-Quick Step  | Belgique               | + 47 min 59 s          |
| 7e                     | UAE Team Emirates      | Émirats arabes unis    | + 49 min 11 s          |
| 8e                     | AG2R La Mondiale       | France                 | + 49 min 29 s          |
| 9e                     | Groupama-FDJ           | France                 | + 1 h 08 min 25 s      |
| 10e                    | CCC Team               | Pologne                | + 1 h 08 min 38 s      |

### Classements UCI
La course attribue le même nombre de points pour l'UCI Europe Tour 2020 et le Classement mondial UCI (pour tous les coureurs).

### Évolution des classements
| Étape              |                           | Vainqueur      | Classement général | Classement par points | Meilleur grimpeur | Meilleur jeune | Super-combatif  | Meilleure équipe |
| ------------------ | ------------------------- | -------------- | ------------------ | --------------------- | ----------------- | -------------- | --------------- | ---------------- |
| 1re étape          | étape vallonnée           | Andrea Bagioli | Andrea Bagioli     | Andrea Bagioli        | Ivan Centrone     | Andrea Bagioli | Michał Paluta   | Jumbo-Visma      |
| 2e étape           | étape de moyenne montagne | Primož Roglič  | Primož Roglič      | Primož Roglič         | Julien Bernard    | João Almeida   | Jaakko Hänninen | Jumbo-Visma      |
| 3e étape           | étape de moyenne montagne | Primož Roglič  | Primož Roglič      | Primož Roglič         | Julien Bernard    | João Almeida   | Romain Sicard   | Jumbo-Visma      |
| Classements finals | Classements finals        |                | Primož Roglič      | Primož Roglič         | Julien Bernard    | João Almeida   | Andrea Bagioli  | Jumbo-Visma      |

## Liste des participants
| Légende                             | Légende                                                                                                  | Légende                                | Légende                                                                                                  |
| ----------------------------------- | --- | -------------------------------------- | --- |
| Num                                 | Dossard de départ porté par le coureur sur ce Tour de l'Ain                                              | Pos                                    | Position finale au classement général                                                                    |
| Leader du classement général        | Indique le vainqueur du classement général                                                               | Leader du classement par points        | Indique le vainqueur du classement par points                                                            |
| Leader du classement de la montagne | Indique le vainqueur du classement de la montagne                                                        | Leader du classement du meilleur jeune | Indique le vainqueur du classement du meilleur jeune                                                     |
|                                     | Indique un maillot de champion national ou mondial, suivi de sa spécialité                               | #                                      | Indique la meilleure équipe                                                                              |
| NP                                  | Indique un coureur qui n'a pas pris le départ d'une étape, suivi du numéro de l'étape où il s'est retiré | AB                                     | Indique un coureur qui n'a pas terminé une étape, suivi du numéro de l'étape où il s'est retiré          |
| HD                                  | Indique un coureur qui a terminé une étape hors des délais, suivi du numéro de l'étape                   | *                                      | Indique un coureur en lice pour le classement du meilleur jeune (coureurs nés après le 1er janvier 1995) |

| Groupama-FDJ GFC | Groupama-FDJ GFC      | Groupama-FDJ GFC |
| ---------------- | --------------------- | ---------------- |
| Num              | Coureur               | Pos              |
| 1                | Alexys Brunel (FRA)   | AB-2             |
| 2                | Kilian Frankiny (SUI) | 28e              |
| 3                | Simon Guglielmi (FRA) | 24e              |
| 4                | Romain Seigle (FRA)   | AB-3             |
| 5                | Léo Vincent (FRA)     | 58e              |
| 6                | Jake Stewart (GBR)    | 77e              |

| AG2R La Mondiale ALM | AG2R La Mondiale ALM         | AG2R La Mondiale ALM |
| -------------------- | ---------------------------- | -------------------- |
| Num                  | Coureur                      | Pos                  |
| 11                   | Mathias Frank (SUI)          | 46e                  |
| 12                   | Clément Champoussin (FRA)    | AB-3                 |
| 13                   | Jaakko Hänninen (FIN)        | 14e                  |
| 14                   | Aurélien Paret-Peintre (FRA) | AB-3                 |
| 15                   | Nans Peters (FRA)            | 71e                  |
| 16                   | Alexis Vuillermoz (FRA)      | 16e                  |

| Total Direct Énergie TDE | Total Direct Énergie TDE | Total Direct Énergie TDE |
| ------------------------ | ------------------------ | ------------------------ |
| Num                      | Coureur                  | Pos                      |
| 21                       | Rein Taaramäe (EST)      | AB-3                     |
| 22                       | Mathieu Burgaudeau (FRA) | AB-3                     |
| 23                       | Jérôme Cousin (FRA)      | 88e                      |
| 24                       | Jonathan Hivert (FRA)    | AB-2                     |
| 25                       | Paul Ourselin (FRA)      | 31e                      |
| 26                       | Romain Sicard (FRA)      | 39e                      |

| Team Ineos INS | Team Ineos INS             | Team Ineos INS |
| -------------- | -------------------------- | -------------- |
| Num            | Coureur                    | Pos            |
| 31             | Egan Bernal (COL)          | 2e             |
| 32             | Christopher Froome (GBR)   | 41e            |
| 33             | Geraint Thomas (GBR)       | 34e            |
| 34             | Andrey Amador (CRC)        | 22e            |
| 35             | Jonathan Castroviejo (ESP) | 13e            |
| 36             | Tao Geoghegan Hart (GBR)   | AB-3           |

| Jumbo-Visma TJV | Jumbo-Visma TJV             | Jumbo-Visma TJV |
| --------------- | --------------------------- | --------------- |
| Num             | Coureur                     | Pos             |
| 41              | Primož Roglič (SLO) (route) | 1er             |
| 42              | Steven Kruijswijk (NED)     | 4e              |
| 43              | Tom Dumoulin (NED)          | 11e             |
| 44              | George Bennett (NZL)        | 5e              |
| 45              | Robert Gesink (NED)         | 40e             |
| 46              | Tony Martin (GER)           | 98e             |

| UAE Team Emirates UAD | UAE Team Emirates UAD       | UAE Team Emirates UAD |
| --------------------- | --------------------------- | --------------------- |
| Num                   | Coureur                     | Pos                   |
| 51                    | Fabio Aru (ITA)             | 10e                   |
| 52                    | Mikkel Bjerg (DEN)          | 57e                   |
| 53                    | Joe Dombrowski (USA)        | 55e                   |
| 54                    | Vegard Stake Laengen (NOR)  | 49e                   |
| 55                    | Aleksandr Riabushenko (BLR) | AB-3                  |
| 56                    | Valerio Conti (ITA)         | 21e                   |

| Deceuninck-Quick Step DQT | Deceuninck-Quick Step DQT | Deceuninck-Quick Step DQT |
| ------------------------- | ------------------------- | ------------------------- |
| Num                       | Coureur                   | Pos                       |
| 61                        | João Almeida (POR)        | 7e                        |
| 62                        | Andrea Bagioli (ITA)      | 29e                       |
| 63                        | Rémi Cavagna (FRA)        | 91e                       |
| 64                        | Álvaro Hodeg (COL)        | AB-3                      |
| 65                        | Bert Van Lerberghe (BEL)  | AB-3                      |
| 66                        | Mauri Vansevenant (BEL)   | 44e                       |

| Trek-Segafredo TFS | Trek-Segafredo TFS         | Trek-Segafredo TFS |
| ------------------ | -------------------------- | ------------------ |
| Num                | Coureur                    | Pos                |
| 71                 | Bauke Mollema (NED)        | 6e                 |
| 72                 | Richie Porte (AUS)         | 18e                |
| 73                 | Julien Bernard (FRA)       | 53e                |
| 74                 | Kiel Reijnen (USA)         | 86e                |
| 75                 | Michel Ries (LUX)          | 19e                |
| 76                 | Toms Skujiņš (LAT) (route) | 70e                |

| Cofidis COF | Cofidis COF               | Cofidis COF |
| ----------- | ------------------------- | ----------- |
| Num         | Coureur                   | Pos         |
| 81          | Guillaume Martin (FRA)    | 8e          |
| 82          | Fernando Barceló (ESP)    | 30e         |
| 83          | Nicolas Edet (FRA)        | 60e         |
| 84          | Jesús Herrada (ESP)       | 9e          |
| 85          | Pierre-Luc Périchon (FRA) | AB-3        |
| 86          | Attilio Viviani (ITA)     | AB-3        |

| Lotto-Soudal LTS | Lotto-Soudal LTS         | Lotto-Soudal LTS |
| ---------------- | ------------------------ | ---------------- |
| Num              | Coureur                  | Pos              |
| 91               | Sander Armée (BEL)       | 50e              |
| 92               | Carl Fredrik Hagen (NOR) | 54e              |
| 93               | Rasmus Byriel (DEN)      | NP-3             |
| 94               | Rémy Mertz (BEL)         | 80e              |
| 95               | Harm Vanhoucke (BEL)     | 12e              |
| 96               | Jelle Wallays (BEL)      | 81e              |

| CCC Team CCC | CCC Team CCC                | CCC Team CCC |
| ------------ | --------------------------- | ------------ |
| Num          | Coureur                     | Pos          |
| 101          | Jan Hirt (CZE)              | 15e          |
| 102          | Josef Černý (CZE)           | 72e          |
| 103          | William Barta (USA)         | 48e          |
| 104          | Michał Paluta (POL) (route) | NP-3         |
| 105          | Joey Rosskopf (USA)         | 47e          |
| 106          | Georg Zimmermann (GER)      | AB-3         |

| Israel Start-Up Nation ISN | Israel Start-Up Nation ISN | Israel Start-Up Nation ISN |
| -------------------------- | -------------------------- | -------------------------- |
| Num                        | Coureur                    | Pos                        |
| 111                        | Dan Martin (IRL)           | 17e                        |
| 112                        | André Greipel (GER)        | 95e                        |
| 113                        | Hugo Hofstetter (FRA)      | 90e                        |
| 114                        | Nils Politt (GER)          | 73e                        |
| 115                        | Mads Würtz Schmidt (DEN)   | AB-3                       |
| 116                        | Tom Van Asbroeck (BEL)     | 83e                        |

| Team Sunweb SUN | Team Sunweb SUN       | Team Sunweb SUN |
| --------------- | --------------------- | --------------- |
| Num             | Coureur               | Pos             |
| 121             | Sam Oomen (NED)       | AB-3            |
| 122             | Thymen Arensman (NED) | 26e             |
| 123             | Robert Power (AUS)    | NP-3            |
| 124             | Martin Salmon (GER)   | 99e             |
| 125             | Martijn Tusveld (NED) | 82e             |
| 126             | Ilan Van Wilder (BEL) | 35e             |

| Arkéa-Samsic ARK | Arkéa-Samsic ARK        | Arkéa-Samsic ARK |
| ---------------- | ----------------------- | ---------------- |
| Num              | Coureur                 | Pos              |
| 131              | Nairo Quintana (COL)    | 3e               |
| 132              | Dayer Quintana (COL)    | 23e              |
| 133              | Winner Anacona (COL)    | 33e              |
| 134              | Łukasz Owsian (POL)     | 52e              |
| 135              | Benoît Jarrier (FRA)    | AB-2             |
| 136              | Anthony Delaplace (FRA) | 69e              |

| B&B Hotels-Vital Concept p/b KTM BVC | B&B Hotels-Vital Concept p/b KTM BVC | B&B Hotels-Vital Concept p/b KTM BVC |
| ------------------------------------ | ------------------------------------ | ------------------------------------ |
| Num                                  | Coureur                              | Pos                                  |
| 141                                  | Cyril Gautier (FRA)                  | AB-3                                 |
| 142                                  | Jérémy Lecroq (FRA)                  | AB-2                                 |
| 143                                  | Luca Mozzato (ITA)                   | AB-2                                 |
| 144                                  | Quentin Pacher (FRA)                 | 20e                                  |
| 145                                  | Sebastian Schönberger (AUT)          | 59e                                  |
| 146                                  | Tom-Jelte Slagter (NED)              | AB-3                                 |

| Circus-Wanty Gobert CWG | Circus-Wanty Gobert CWG    | Circus-Wanty Gobert CWG |
| ----------------------- | -------------------------- | ----------------------- |
| Num                     | Coureur                    | Pos                     |
| 151                     | Fabien Doubey (FRA)        | AB-3                    |
| 152                     | Ludwig De Winter (BEL)     | 100e                    |
| 153                     | Thomas Degand (BEL)        | 68e                     |
| 154                     | Odd Christian Eiking (NOR) | AB-3                    |
| 155                     | Simone Petilli (ITA)       | 43e                     |
| 156                     | Kévin Van Melsen (BEL)     | AB-3                    |

| Nippo-Delko One Provence NDP | Nippo-Delko One Provence NDP | Nippo-Delko One Provence NDP |
| ---------------------------- | ---------------------------- | ---------------------------- |
| Num                          | Coureur                      | Pos                          |
| 161                          | Pierre Barbier (FRA)         | AB-2                         |
| 162                          | Romain Combaud (FRA)         | 65e                          |
| 163                          | José Manuel Díaz (ESP)       | 32e                          |
| 164                          | Fumiyuki Beppu (JPN)         | 93e                          |
| 165                          | Hideto Nakane (JPN)          | 79e                          |
| 166                          | Rémy Rochas (FRA)            | AB-2                         |

| Sport Vlaanderen-Baloise SVB | Sport Vlaanderen-Baloise SVB | Sport Vlaanderen-Baloise SVB |
| ---------------------------- | ---------------------------- | ---------------------------- |
| Num                          | Coureur                      | Pos                          |
| 171                          | Kevin Deltombe (BEL)         | 75e                          |
| 172                          | Edward Planckaert (BEL)      | 63e                          |
| 173                          | Lindsay De Vylder (BEL)      | 94e                          |
| 174                          | Thomas Sprengers (BEL)       | 36e                          |
| 175                          | Aaron Van Poucke (BEL)       | 87e                          |
| 176                          | Gilles De Wilde (BEL)        | 96e                          |

| Natura4Ever-Roubaix Lille Métropole NRL | Natura4Ever-Roubaix Lille Métropole NRL | Natura4Ever-Roubaix Lille Métropole NRL |
| --------------------------------------- | --------------------------------------- | --------------------------------------- |
| Num                                     | Coureur                                 | Pos                                     |
| 181                                     | Julien Antomarchi (FRA)                 | 85e                                     |
| 182                                     | Ivan Centrone (LUX)                     | NP-3                                    |
| 183                                     | Tom Dernies (BEL)                       | AB-3                                    |
| 184                                     | Mathias De Witte (BEL)                  | AB-2                                    |
| 185                                     | Jérémy Leveau (FRA)                     | AB-3                                    |
| 186                                     | Thibault Ferasse (FRA)                  | AB-2                                    |

| Saint Michel-Auber 93 AUB | Saint Michel-Auber 93 AUB | Saint Michel-Auber 93 AUB |
| ------------------------- | ------------------------- | ------------------------- |
| Num                       | Coureur                   | Pos                       |
| 191                       | Adrien Guillonnet (FRA)   | 64e                       |
| 192                       | Baptiste Bleier (FRA)     | AB-2                      |
| 193                       | Bryan Alaphilippe (FRA)   | AB-2                      |
| 194                       | Anthony Maldonado (FRA)   | AB-3                      |
| 195                       | Yoann Paillot (FRA)       | AB-3                      |
| 196                       | Baptiste Constantin (FRA) | AB-3                      |

| Hagens Berman Axeon HBA | Hagens Berman Axeon HBA | Hagens Berman Axeon HBA |
| ----------------------- | ----------------------- | ----------------------- |
| Num                     | Coureur                 | Pos                     |
| 201                     | Kevin Vermaerke (USA)   | 38e                     |
| 202                     | Sean Quinn (USA)        | 56e                     |
| 203                     | Edward Anderson (USA)   | 62e                     |
| 204                     | Pedro Andrade (POR)     | 89e                     |
| 205                     | Jarrad Drizners (AUS)   | 66e                     |
| 206                     | James Fouché (NZL)      | 74e                     |

| Kometa-Xstra KMT | Kometa-Xstra KMT             | Kometa-Xstra KMT |
| ---------------- | ---------------------------- | ---------------- |
| Num              | Coureur                      | Pos              |
| 211              | Márton Dina (HUN)            | 25e              |
| 212              | Sergio García González (ESP) | AB-2             |
| 213              | Giacomo Garavaglia (ITA)     | 61e              |
| 214              | Erik Fetter (HUN)            | 51e              |
| 215              | Antonio Puppio (ITA)         | 78e              |
| 216              | Daniel Viegas (POR)          | 84e              |

| Suisse SUI | Suisse SUI        | Suisse SUI |
| ---------- | ----------------- | ---------- |
| Num        | Coureur           | Pos        |
| 221        | Stefan Bissegger  | 76e        |
| 222        | Antoine Aebi      | 97e        |
| 223        | Mathias Flückiger | 27e        |
| 224        | Simon Imboden     | AB-3       |
| 225        | Claudio Imhof     | AB-3       |
| 226        | Simon Pellaud     | 67e        |

| Allemagne GER | Allemagne GER     | Allemagne GER |
| ------------- | ----------------- | ------------- |
| Num           | Coureur           | Pos           |
| 231           | Johannes Adamietz | 45e           |
| 232           | Jakob Gessner     | 37e           |
| 233           | Miguel Heidemann  | 42e           |
| 234           | Henrik Pakalski   | AB-3          |
| 235           | Jannis Peter      | 92e           |
| 236           | Dominik Röber     | AB-3          |

| Groupama-FDJ GFC | Groupama-FDJ GFC      | Groupama-FDJ GFC |
| ---------------- | --------------------- | ---------------- |
| Num              | Coureur               | Pos              |
| 1                | Alexys Brunel (FRA)   | AB-2             |
| 2                | Kilian Frankiny (SUI) | 28e              |
| 3                | Simon Guglielmi (FRA) | 24e              |
| 4                | Romain Seigle (FRA)   | AB-3             |
| 5                | Léo Vincent (FRA)     | 58e              |
| 6                | Jake Stewart (GBR)    | 77e              |

| AG2R La Mondiale ALM | AG2R La Mondiale ALM         | AG2R La Mondiale ALM |
| -------------------- | ---------------------------- | -------------------- |
| Num                  | Coureur                      | Pos                  |
| 11                   | Mathias Frank (SUI)          | 46e                  |
| 12                   | Clément Champoussin (FRA)    | AB-3                 |
| 13                   | Jaakko Hänninen (FIN)        | 14e                  |
| 14                   | Aurélien Paret-Peintre (FRA) | AB-3                 |
| 15                   | Nans Peters (FRA)            | 71e                  |
| 16                   | Alexis Vuillermoz (FRA)      | 16e                  |

| Total Direct Énergie TDE | Total Direct Énergie TDE | Total Direct Énergie TDE |
| ------------------------ | ------------------------ | ------------------------ |
| Num                      | Coureur                  | Pos                      |
| 21                       | Rein Taaramäe (EST)      | AB-3                     |
| 22                       | Mathieu Burgaudeau (FRA) | AB-3                     |
| 23                       | Jérôme Cousin (FRA)      | 88e                      |
| 24                       | Jonathan Hivert (FRA)    | AB-2                     |
| 25                       | Paul Ourselin (FRA)      | 31e                      |
| 26                       | Romain Sicard (FRA)      | 39e                      |

| Team Ineos INS | Team Ineos INS             | Team Ineos INS |
| -------------- | -------------------------- | -------------- |
| Num            | Coureur                    | Pos            |
| 31             | Egan Bernal (COL)          | 2e             |
| 32             | Christopher Froome (GBR)   | 41e            |
| 33             | Geraint Thomas (GBR)       | 34e            |
| 34             | Andrey Amador (CRC)        | 22e            |
| 35             | Jonathan Castroviejo (ESP) | 13e            |
| 36             | Tao Geoghegan Hart (GBR)   | AB-3           |

| Jumbo-Visma TJV | Jumbo-Visma TJV             | Jumbo-Visma TJV |
| --------------- | --------------------------- | --------------- |
| Num             | Coureur                     | Pos             |
| 41              | Primož Roglič (SLO) (route) | 1er             |
| 42              | Steven Kruijswijk (NED)     | 4e              |
| 43              | Tom Dumoulin (NED)          | 11e             |
| 44              | George Bennett (NZL)        | 5e              |
| 45              | Robert Gesink (NED)         | 40e             |
| 46              | Tony Martin (GER)           | 98e             |

| UAE Team Emirates UAD | UAE Team Emirates UAD       | UAE Team Emirates UAD |
| --------------------- | --------------------------- | --------------------- |
| Num                   | Coureur                     | Pos                   |
| 51                    | Fabio Aru (ITA)             | 10e                   |
| 52                    | Mikkel Bjerg (DEN)          | 57e                   |
| 53                    | Joe Dombrowski (USA)        | 55e                   |
| 54                    | Vegard Stake Laengen (NOR)  | 49e                   |
| 55                    | Aleksandr Riabushenko (BLR) | AB-3                  |
| 56                    | Valerio Conti (ITA)         | 21e                   |

| Deceuninck-Quick Step DQT | Deceuninck-Quick Step DQT | Deceuninck-Quick Step DQT |
| ------------------------- | ------------------------- | ------------------------- |
| Num                       | Coureur                   | Pos                       |
| 61                        | João Almeida (POR)        | 7e                        |
| 62                        | Andrea Bagioli (ITA)      | 29e                       |
| 63                        | Rémi Cavagna (FRA)        | 91e                       |
| 64                        | Álvaro Hodeg (COL)        | AB-3                      |
| 65                        | Bert Van Lerberghe (BEL)  | AB-3                      |
| 66                        | Mauri Vansevenant (BEL)   | 44e                       |

| Trek-Segafredo TFS | Trek-Segafredo TFS         | Trek-Segafredo TFS |
| ------------------ | -------------------------- | ------------------ |
| Num                | Coureur                    | Pos                |
| 71                 | Bauke Mollema (NED)        | 6e                 |
| 72                 | Richie Porte (AUS)         | 18e                |
| 73                 | Julien Bernard (FRA)       | 53e                |
| 74                 | Kiel Reijnen (USA)         | 86e                |
| 75                 | Michel Ries (LUX)          | 19e                |
| 76                 | Toms Skujiņš (LAT) (route) | 70e                |

| Cofidis COF | Cofidis COF               | Cofidis COF |
| ----------- | ------------------------- | ----------- |
| Num         | Coureur                   | Pos         |
| 81          | Guillaume Martin (FRA)    | 8e          |
| 82          | Fernando Barceló (ESP)    | 30e         |
| 83          | Nicolas Edet (FRA)        | 60e         |
| 84          | Jesús Herrada (ESP)       | 9e          |
| 85          | Pierre-Luc Périchon (FRA) | AB-3        |
| 86          | Attilio Viviani (ITA)     | AB-3        |

| Lotto-Soudal LTS | Lotto-Soudal LTS         | Lotto-Soudal LTS |
| ---------------- | ------------------------ | ---------------- |
| Num              | Coureur                  | Pos              |
| 91               | Sander Armée (BEL)       | 50e              |
| 92               | Carl Fredrik Hagen (NOR) | 54e              |
| 93               | Rasmus Byriel (DEN)      | NP-3             |
| 94               | Rémy Mertz (BEL)         | 80e              |
| 95               | Harm Vanhoucke (BEL)     | 12e              |
| 96               | Jelle Wallays (BEL)      | 81e              |

| CCC Team CCC | CCC Team CCC                | CCC Team CCC |
| ------------ | --------------------------- | ------------ |
| Num          | Coureur                     | Pos          |
| 101          | Jan Hirt (CZE)              | 15e          |
| 102          | Josef Černý (CZE)           | 72e          |
| 103          | William Barta (USA)         | 48e          |
| 104          | Michał Paluta (POL) (route) | NP-3         |
| 105          | Joey Rosskopf (USA)         | 47e          |
| 106          | Georg Zimmermann (GER)      | AB-3         |

| Israel Start-Up Nation ISN | Israel Start-Up Nation ISN | Israel Start-Up Nation ISN |
| -------------------------- | -------------------------- | -------------------------- |
| Num                        | Coureur                    | Pos                        |
| 111                        | Dan Martin (IRL)           | 17e                        |
| 112                        | André Greipel (GER)        | 95e                        |
| 113                        | Hugo Hofstetter (FRA)      | 90e                        |
| 114                        | Nils Politt (GER)          | 73e                        |
| 115                        | Mads Würtz Schmidt (DEN)   | AB-3                       |
| 116                        | Tom Van Asbroeck (BEL)     | 83e                        |

| Team Sunweb SUN | Team Sunweb SUN       | Team Sunweb SUN |
| --------------- | --------------------- | --------------- |
| Num             | Coureur               | Pos             |
| 121             | Sam Oomen (NED)       | AB-3            |
| 122             | Thymen Arensman (NED) | 26e             |
| 123             | Robert Power (AUS)    | NP-3            |
| 124             | Martin Salmon (GER)   | 99e             |
| 125             | Martijn Tusveld (NED) | 82e             |
| 126             | Ilan Van Wilder (BEL) | 35e             |

| Arkéa-Samsic ARK | Arkéa-Samsic ARK        | Arkéa-Samsic ARK |
| ---------------- | ----------------------- | ---------------- |
| Num              | Coureur                 | Pos              |
| 131              | Nairo Quintana (COL)    | 3e               |
| 132              | Dayer Quintana (COL)    | 23e              |
| 133              | Winner Anacona (COL)    | 33e              |
| 134              | Łukasz Owsian (POL)     | 52e              |
| 135              | Benoît Jarrier (FRA)    | AB-2             |
| 136              | Anthony Delaplace (FRA) | 69e              |

| B&B Hotels-Vital Concept p/b KTM BVC | B&B Hotels-Vital Concept p/b KTM BVC | B&B Hotels-Vital Concept p/b KTM BVC |
| ------------------------------------ | ------------------------------------ | ------------------------------------ |
| Num                                  | Coureur                              | Pos                                  |
| 141                                  | Cyril Gautier (FRA)                  | AB-3                                 |
| 142                                  | Jérémy Lecroq (FRA)                  | AB-2                                 |
| 143                                  | Luca Mozzato (ITA)                   | AB-2                                 |
| 144                                  | Quentin Pacher (FRA)                 | 20e                                  |
| 145                                  | Sebastian Schönberger (AUT)          | 59e                                  |
| 146                                  | Tom-Jelte Slagter (NED)              | AB-3                                 |

| Circus-Wanty Gobert CWG | Circus-Wanty Gobert CWG    | Circus-Wanty Gobert CWG |
| ----------------------- | -------------------------- | ----------------------- |
| Num                     | Coureur                    | Pos                     |
| 151                     | Fabien Doubey (FRA)        | AB-3                    |
| 152                     | Ludwig De Winter (BEL)     | 100e                    |
| 153                     | Thomas Degand (BEL)        | 68e                     |
| 154                     | Odd Christian Eiking (NOR) | AB-3                    |
| 155                     | Simone Petilli (ITA)       | 43e                     |
| 156                     | Kévin Van Melsen (BEL)     | AB-3                    |

| Nippo-Delko One Provence NDP | Nippo-Delko One Provence NDP | Nippo-Delko One Provence NDP |
| ---------------------------- | ---------------------------- | ---------------------------- |
| Num                          | Coureur                      | Pos                          |
| 161                          | Pierre Barbier (FRA)         | AB-2                         |
| 162                          | Romain Combaud (FRA)         | 65e                          |
| 163                          | José Manuel Díaz (ESP)       | 32e                          |
| 164                          | Fumiyuki Beppu (JPN)         | 93e                          |
| 165                          | Hideto Nakane (JPN)          | 79e                          |
| 166                          | Rémy Rochas (FRA)            | AB-2                         |

| Sport Vlaanderen-Baloise SVB | Sport Vlaanderen-Baloise SVB | Sport Vlaanderen-Baloise SVB |
| ---------------------------- | ---------------------------- | ---------------------------- |
| Num                          | Coureur                      | Pos                          |
| 171                          | Kevin Deltombe (BEL)         | 75e                          |
| 172                          | Edward Planckaert (BEL)      | 63e                          |
| 173                          | Lindsay De Vylder (BEL)      | 94e                          |
| 174                          | Thomas Sprengers (BEL)       | 36e                          |
| 175                          | Aaron Van Poucke (BEL)       | 87e                          |
| 176                          | Gilles De Wilde (BEL)        | 96e                          |

| Natura4Ever-Roubaix Lille Métropole NRL | Natura4Ever-Roubaix Lille Métropole NRL | Natura4Ever-Roubaix Lille Métropole NRL |
| --------------------------------------- | --------------------------------------- | --------------------------------------- |
| Num                                     | Coureur                                 | Pos                                     |
| 181                                     | Julien Antomarchi (FRA)                 | 85e                                     |
| 182                                     | Ivan Centrone (LUX)                     | NP-3                                    |
| 183                                     | Tom Dernies (BEL)                       | AB-3                                    |
| 184                                     | Mathias De Witte (BEL)                  | AB-2                                    |
| 185                                     | Jérémy Leveau (FRA)                     | AB-3                                    |
| 186                                     | Thibault Ferasse (FRA)                  | AB-2                                    |

| Saint Michel-Auber 93 AUB | Saint Michel-Auber 93 AUB | Saint Michel-Auber 93 AUB |
| ------------------------- | ------------------------- | ------------------------- |
| Num                       | Coureur                   | Pos                       |
| 191                       | Adrien Guillonnet (FRA)   | 64e                       |
| 192                       | Baptiste Bleier (FRA)     | AB-2                      |
| 193                       | Bryan Alaphilippe (FRA)   | AB-2                      |
| 194                       | Anthony Maldonado (FRA)   | AB-3                      |
| 195                       | Yoann Paillot (FRA)       | AB-3                      |
| 196                       | Baptiste Constantin (FRA) | AB-3                      |

| Hagens Berman Axeon HBA | Hagens Berman Axeon HBA | Hagens Berman Axeon HBA |
| ----------------------- | ----------------------- | ----------------------- |
| Num                     | Coureur                 | Pos                     |
| 201                     | Kevin Vermaerke (USA)   | 38e                     |
| 202                     | Sean Quinn (USA)        | 56e                     |
| 203                     | Edward Anderson (USA)   | 62e                     |
| 204                     | Pedro Andrade (POR)     | 89e                     |
| 205                     | Jarrad Drizners (AUS)   | 66e                     |
| 206                     | James Fouché (NZL)      | 74e                     |

| Kometa-Xstra KMT | Kometa-Xstra KMT             | Kometa-Xstra KMT |
| ---------------- | ---------------------------- | ---------------- |
| Num              | Coureur                      | Pos              |
| 211              | Márton Dina (HUN)            | 25e              |
| 212              | Sergio García González (ESP) | AB-2             |
| 213              | Giacomo Garavaglia (ITA)     | 61e              |
| 214              | Erik Fetter (HUN)            | 51e              |
| 215              | Antonio Puppio (ITA)         | 78e              |
| 216              | Daniel Viegas (POR)          | 84e              |

| Suisse SUI | Suisse SUI        | Suisse SUI |
| ---------- | ----------------- | ---------- |
| Num        | Coureur           | Pos        |
| 221        | Stefan Bissegger  | 76e        |
| 222        | Antoine Aebi      | 97e        |
| 223        | Mathias Flückiger | 27e        |
| 224        | Simon Imboden     | AB-3       |
| 225        | Claudio Imhof     | AB-3       |
| 226        | Simon Pellaud     | 67e        |

| Allemagne GER | Allemagne GER     | Allemagne GER |
| ------------- | ----------------- | ------------- |
| Num           | Coureur           | Pos           |
| 231           | Johannes Adamietz | 45e           |
| 232           | Jakob Gessner     | 37e           |
| 233           | Miguel Heidemann  | 42e           |
| 234           | Henrik Pakalski   | AB-3          |
| 235           | Jannis Peter      | 92e           |
| 236           | Dominik Röber     | AB-3          |